# Lilla Sörlidtjärnen
Lilla Sörlidtjärnen är en sjö i Bodens kommun i Norrbotten och ingår i Luleälvens huvudavrinningsområde.